# Фронтівка (роз'їзд)
Фронтівка — залізничний роз'їзд та пасажирський зупинний пункт (колишня — станція) Шевченківської дирекції Одеської залізниці на неелектрифікованій лінії Козятин I — Христинівка між станціями Монастирище (16 км) та Оратів (16 км). Розташований в однойменному селі Вінницького району Вінницької області.

## Пасажирське сполучення
Раніше на платформі Фронтівка зупинялися приміські дизель-поїзди сполученням Козятин — Христинівка. Наразі рух приміських поїздів припинений на невизначений термін.

## Галерея

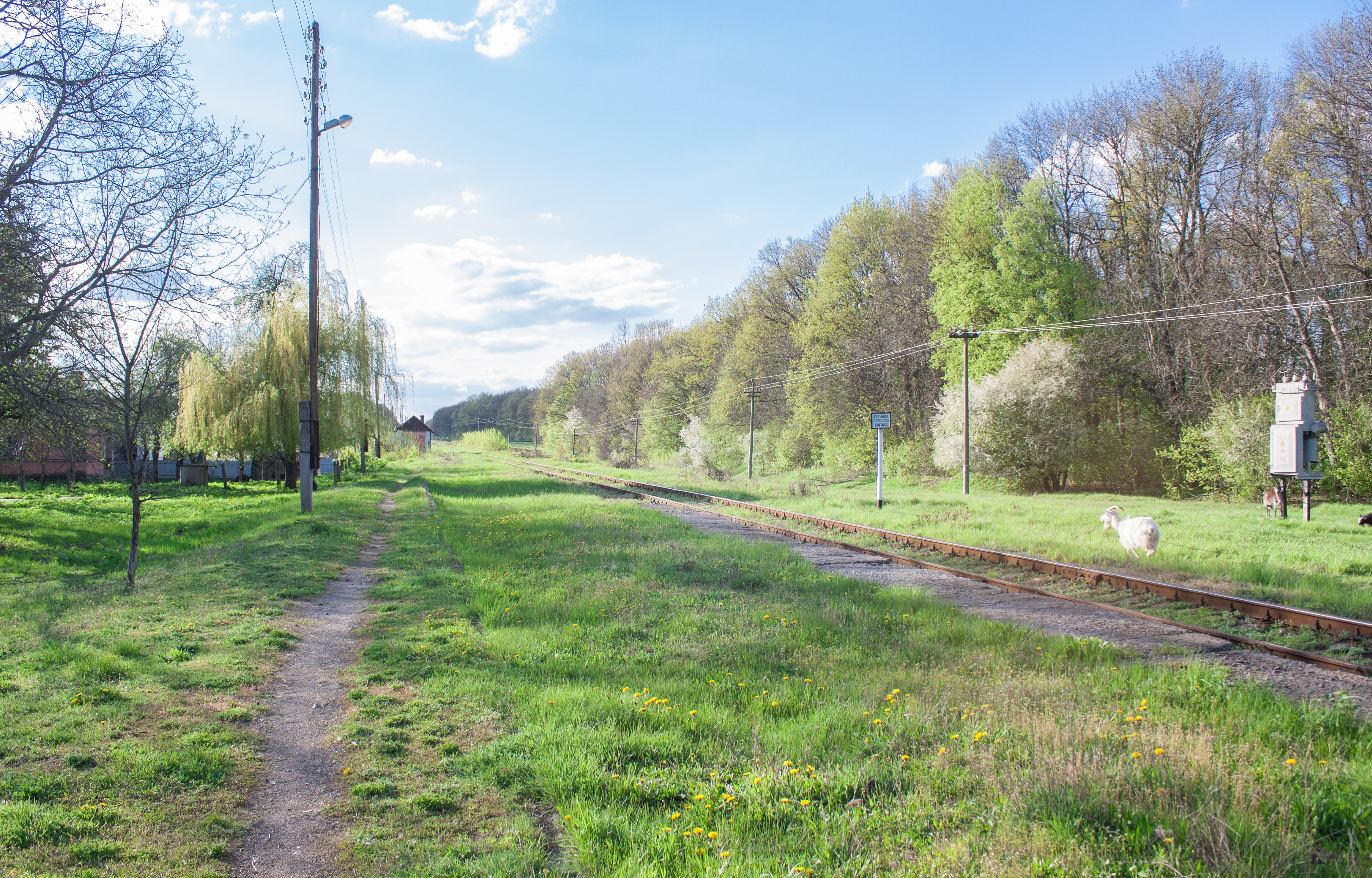
Платформа